# 无尾果
无尾果（学名：Coluria longifolia）是蔷薇科无尾果属的植物，为中国的特有植物。分布于中国大陆的甘肃、云南、西藏、四川、青海等地，生长于海拔2,700米至4,100米的地区，常生长在高山草原，目前尚未由人工引种栽培。